# Spektrolit

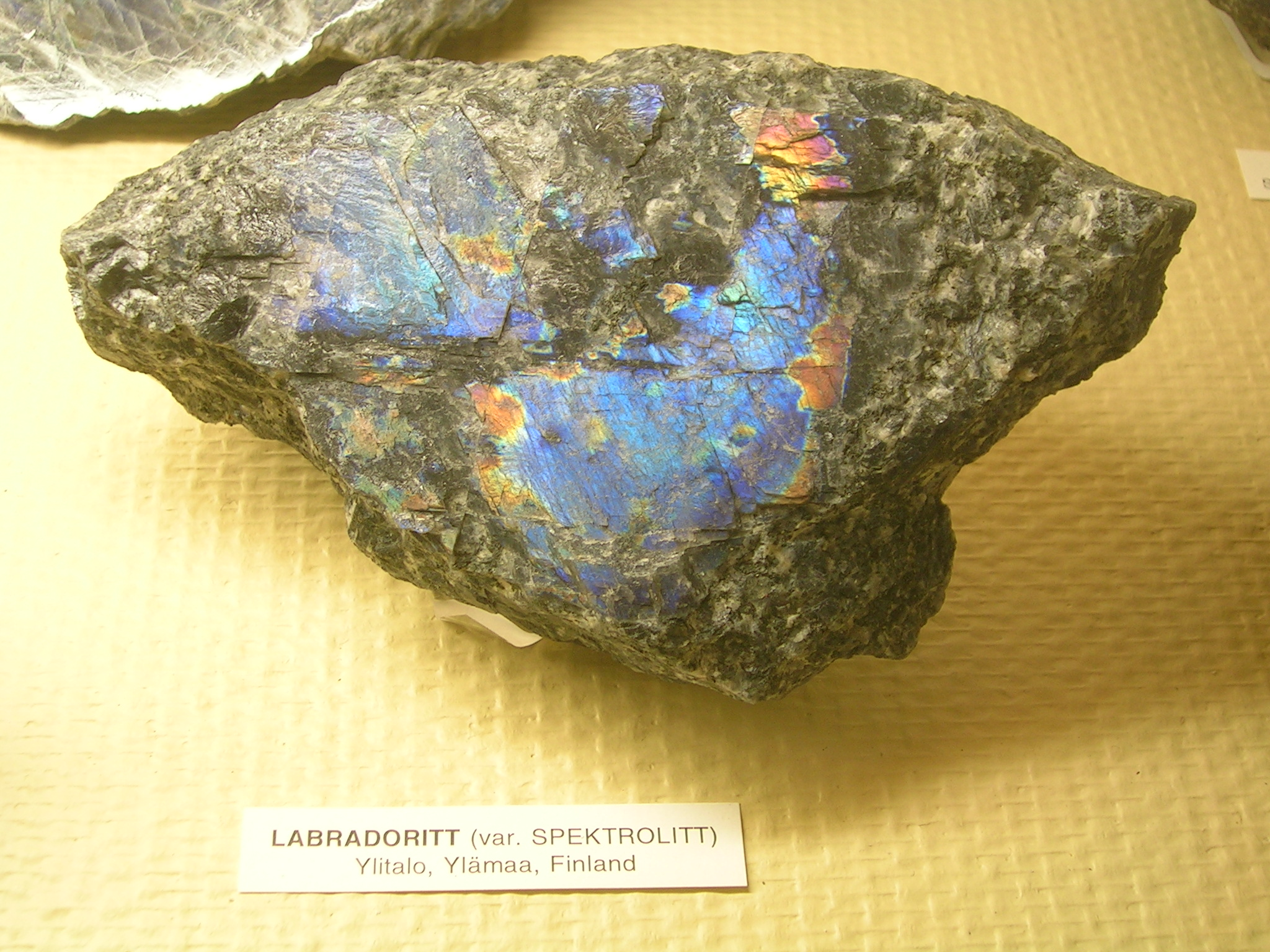
Spektrolit från Ylitali, Ylämaa i Finland

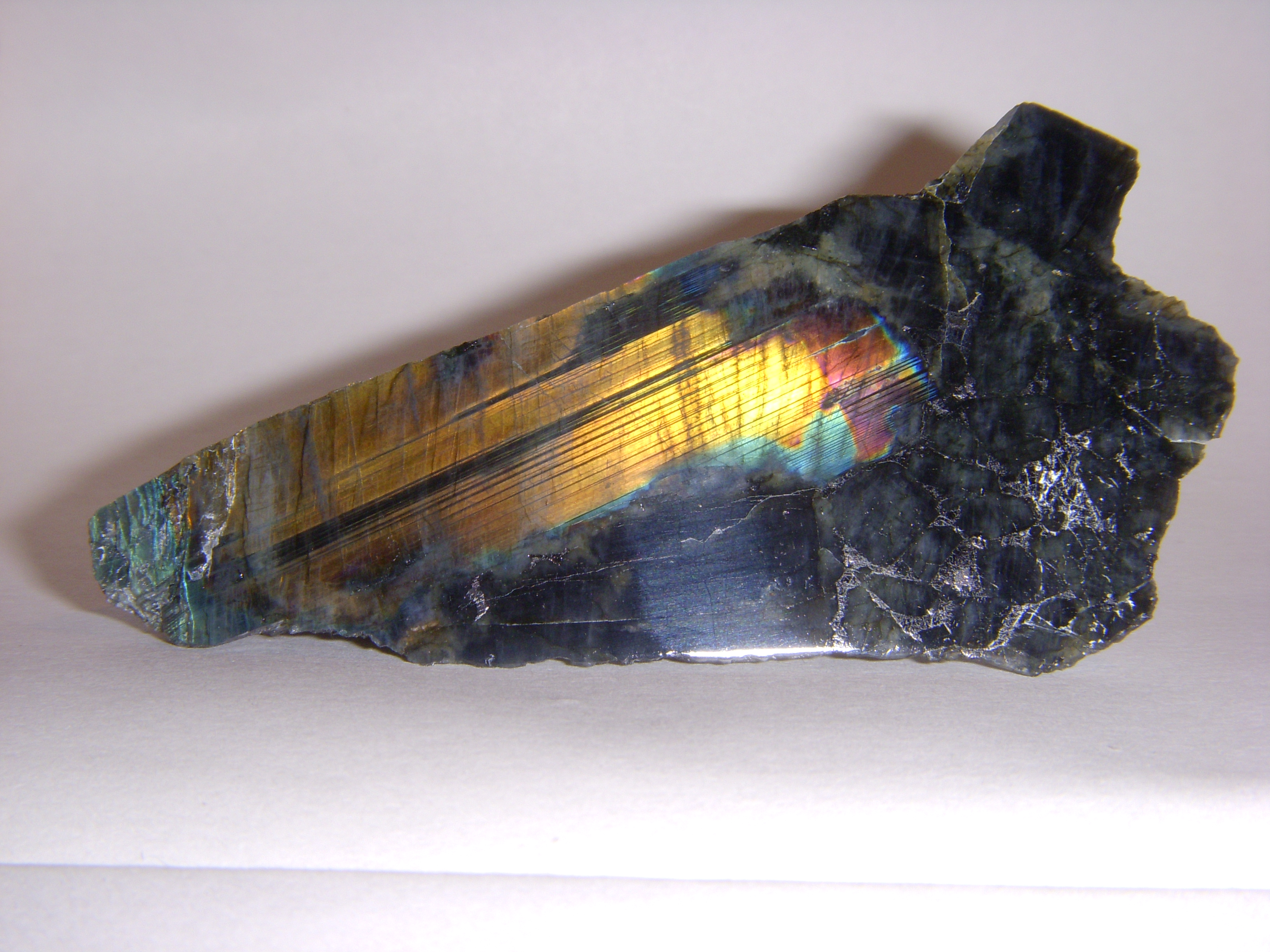
Polerad spektrolit

Spektrolit är en ovanlig varietet av labradorit. Den används som smyckesten, och ingår i fältspatgruppen, och förekommer bland annat i sydöstra Finland. Den skiftar i regnbågens alla färger, från blekt rosa till grönt och djupblått, när ljuset reflekteras i olika skikt, så kallad irisering.
Spektrolit var ursprungligen ett handelsnamn för den spektrolit som bröts i Finland, men namnet används också för annan labradorit med speciell färgrikedom. Så används namnet för en labradorit som bryts i Madagaskar. Den finländska spektroliten har sin färgrikedom på grund av svärta i basfärgen i dess fältspat, medan andra labradoriter brukar ha en mer genomskinlig basfärg.
Geologen Aarne Laitakari (1890–1975) letade efter dess förekomst under många år, tills hans son Pekka 1940 upptäckte en förekomst i  Ylämaa i sydöstra Finland, när han deltog i byggandet av Salpalinjen. De första kristallerna hittades i stenar som där användes som stridsvagnshinder.
Brytning av spektrolit påbörjades efter andra världskriget. År 1973 startade en fabrik i Ylämaa med bearbetning av spektrolit till smyckessten.